# From the Heart of a Woman
From the Heart of a Woman è un album di Koko Taylor, pubblicato dalla Alligator Records nel 1981. Il disco fu registrato (e mixato) al Streeterville Studios di Chicago, Illinois (Stati Uniti).

## Tracce
Lato A
1. Something Strange Is Going On – 4:01 (McQueen, Edwin Williams)
2. I'd Rather Go Blind – 4:57 (Ellington Jordan, Bill Foster)
3. Keep Your Hand Off Him – 3:49 (Jay McShann, Priscilla Bowman)
4. Thanks, But No Thanks – 4:14 (Edwin Williams)
5. If You Got a Heartache – 3:42 (Deadric Malone, Joseph Scott)

Lato B
1. Never Trust a Man – 3:18 (Edwin Williams)
2. Sure Had a Wonderful Time Last Night – 3:05 (Louis Jordan)
3. Blow Top Blues – 4:15 (Leonard Feather)
4. If Walls Could Talk – 3:30 (Bobby Miller)
5. It Took a Long Time – 3:58 (Koko Taylor)

## Musicisti
- Koko Taylor - voce
- Criss Johnson - chitarra
- Sammy Lawhorn - chitarra
- Bill Heid - tastiere
- Cornelius Boyson - basso
- Vince Chappelle - batteria

Ospiti
- Billy Branch - armonica (brani: Thanks, But No Thanks e Never Trust a Man)
- Emmett Sanders - chitarra solista (brano: Thanks, But No Thanks)
- A.C. Reed - sassofono tenore (brano: Keep Your Hands Off Him)[1]